# Horst von Sanden

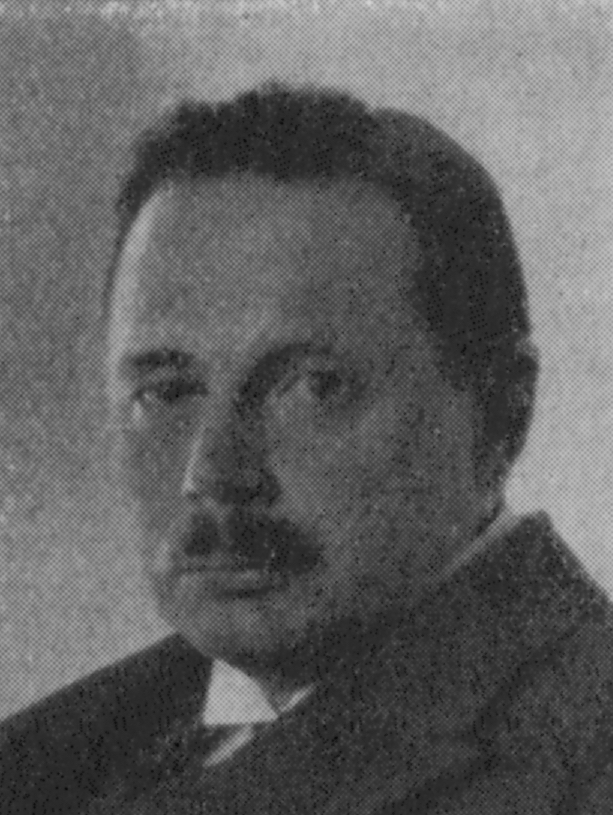
Horst von Sanden, um 1931

Titelblatt der Dissertation von Sandens

Horst Georg Julius Alfred von Sanden (* 26. Dezember 1883 auf Gut Nieder-Gielgudyszky, Gouvernement Suwalki, Russisches Kaiserreich; † 19. März 1965 in Erlangen) war ein deutscher Mathematiker und Hochschullehrer.

## Leben
Sanden entstammte einem ostpreußischen Adelsgeschlecht, das 1796 in den preußischen Adelsstand erhoben worden war (siehe: Sanden), und war der Sohn des Kurt von Sanden (1842–1901), Verwalter des Gutes Nieder-Gielgudyszky, und der Olga Mielke (1855–1891).
Von 1893 bis Ostern 1903 besuchte er das humanistische Gymnasium in Tilsit, das er mit dem Abitur abschloss. Anschließend studierte er ab dem Sommersemester 1904 an der TH München, TH Danzig und schließlich der Universität Göttingen. 1908 wurde Sanden  in Göttingen mit einer Arbeit über „Die Bestimmung der Kernpunkte in der Photogrammetrie“ zum Dr. phil. promoviert. Sein Doktorvater war Carl Runge. 1911 habilitierte Sanden sich und wurde Privatdozent an der Georg-August-Universität Göttingen. Sanden heiratete 1912 Luise Hütterott. Dieser Ehe entstammen vier Kinder.
Von 1912 bis 1918 war Sanden Assistent am dortigen Institut für Angewandte Mathematik. Während des Ersten Weltkriegs war er von 1914 bis 1918 aktiver Heeressoldat, seit 1915 als Oberleutnant der Reserve. Nach Kriegsende wurde er 1918 Professor für Mathematik und Mechanik an der Bergakademie Clausthal. Im Jahr 1922 wurde er als ordentlicher Professor für darstellende Geometrie und praktische Mathematik an die Technische Hochschule Hannover berufen. Zwischen 1927 und 1929 war dort Irmgard Lotz seine Assistentin.
1929/30 war Sanden Dekan der Fakultät für Allgemeine Wissenschaften, von April 1934 bis März 1937 Rektor der Technischen Hochschule Hannover. Unter seiner Ägide wurde der Assistentenvertrag des Chemikers Günther Schiemann aus rassistischen Gründen nicht mehr verlängert, was den Beginn von dessen Entfernung aus der Hochschule darstellte. Von ihm stammt der für die Veröffentlichung von Michael Jung über die Geschichte der Technischen Hochschule Hannover titelgebende Ausspruch „Voll Begeisterung schlagen unsere Herzen zum Führer“.
1933 trat er der NSDAP bei (Mitgliedsnummer 2.957.023) und war nebenamtlich Führer des Flugwachkommandos 1/9 der Luftwaffe. Im November 1933 unterzeichnete er das Bekenntnis der Professoren an den deutschen Universitäten und Hochschulen zu Adolf Hitler und zum nationalsozialistischen Staat. Im Wintersemester 1934/35 hielt er vor rund 80 Hörern eine wehrtechnische Vorlesung mit dem Thema Theorie, Technik und Einsatz der Marineartillerie. Während des Zweiten Weltkriegs diente er von August 1939 bis April 1941 in einem Nachrichtenregiment der Luftwaffe. 1945 wurde sein Vermögen beschlagnahmt, 1949 wurde er jedoch als entlastet eingestuft. Seine Emeritierung erfolgte zum 1. April 1952.

## Auszeichnungen
- Eisernes Kreuz 1. Klasse[3]
- 1957: Großes Verdienstkreuz des Verdienstordens der Bundesrepublik Deutschland

## Schriften
- Die Bestimmung der Kernpunkte in der Photogrammetrie. Dissertation. Universität Göttingen. Dieterich, Göttingen 1908.
- Vorlesungen über Mechanik Lehrbuch.  FRIEDR. VIEWEG & SOHN,· BRAUNSCHWEIG 1. Auflage, 1955.